# Centro deportivo municipal Gallur
El Centro Deportivo Municipal Gallur es un complejo deportivo situado en Madrid.
En 2007 el centro fue ampliado para albergar veintidós pistas de tenis y pádel, un frontón y un campo de fútbol, todo ello al aire libre.
En 2008 se inició la construcción del pabellón polideportivo cubierto, pero no se inauguró hasta febrero de 2016. Desde entonces ha sido la sede del Meeting Villa de Madrid de atletismo. En la actualidad, esta reunión atlética está englobada en el nivel Oro del World Athletics Indoor Tour, la máxima categoría mundial para encuentros de este tipo.
También se ha utilizado como sede de numerosas competiciones oficiales de atletismo de alto nivel, como los Campeonatos de España de Atletismo en pista cubierta de 2016, 2021 y 2023, y de otros deportes, como el Campeonato Europeo de Bádminton de 2022.